# Mantecosa Dorada de Bilbao (pera)
Mantecosa Dorada de Bilbao (en E.E.Aula Dei también nombrada como Sideria de Verano) es una variedad cultivar de pera europea Pyrus communis. Esta pera está cultivada en la colección de la Estación Experimental Aula Dei (Zaragoza). Esta pera también está cultivada en diversos viveros entre ellos algunos dedicados a conservación de árboles frutales en peligro de desaparición. Esta pera variedad muy antigua es originaria de España, en caseríos de la provincia de Vizcaya, y tuvo su mejor época de cultivo comercial antes de la década de 1960, y actualmente en menor medida aún se encuentra.

## Sinonimia
- "Sideria de Verano".[1]

## Historia
En España 'Sideria de Verano' está considerada incluida en las variedades locales autóctonas muy antiguas, cuyo cultivo se centraba en comarcas muy definidas. Se caracterizaban por su buena adaptación a sus ecosistemas y podrían tener interés genético en virtud de su adaptación. Se encontraban diseminadas por todas las regiones fruteras españolas, aunque eran especialmente frecuentes en la España húmeda. Estas se podían clasificar en dos subgrupos: de mesa y de cocina (aunque algunas tenían aptitud mixta).
'Sideria de Verano' es una variedad clasificada como de mesa, difundido su cultivo en el pasado por los viveros comerciales y cuyo cultivo en la actualidad se ha reducido a huertos familiares y jardines privados.

## Características
El peral de la variedad 'Sideria de Verano' tiene un vigor Medio; florece a finales de abril; tubo del cáliz pequeño, en forma de embudo con conducto casi inexistente. Se demuestra que el árbol es productivo y resistente a las enfermedades.
La variedad de pera 'Sideria de Verano' tiene un fruto de tamaño pequeño a medio; forma doliforme breve o piriforme breve, sin cuello o con cuello ligero, generalmente simétrica, y con el contorno redondeado o irregularmente redondeado; piel muy fina, brillante o mate, untuosa; con color de fondo amarillo verdoso pasando a amarillo dorado uniforme, muy rara vez con ligera chapa sonrosada, presenta un punteado muy característico, abundante, menudo, ruginoso-"russeting" de color cobrizo dorado claro, con zona ruginosa del mismo tono en la cavidad del pedúnculo, como extendiéndose desde la base de éste, a veces también manchitas o ligera maraña sin distribución fija, "russeting" (pardeamiento áspero superficial que presentan algunas variedades) medio; pedúnculo de longitud media, fino, leñoso, engrosado en su extremo, rara vez carnoso en la base, presenta ruginoso-"russeting" con lenticelas poco visibles, recto o levemente retorcido en la punta, implantado generalmente derecho, incrustado en el fruto, cavidad del pedúnculo muy estrecha, poco profunda, con el borde ondulado o ligeramente mamelonado, rara vez liso; anchura de la cavidad calicina estrecha o media, poco o medianamente profunda, con el interior de la cavidad generalmente plisado o fruncido, y con el borde ligeramente ondulado; ojo medio o pequeño, cerrado o semicerrado; sépalos grandes, amarillentos o verdosos con las puntas resecas, convergentes con las puntas hacia fuera, a veces algún sépalo extendido o erecto, entreabriendo el ojo.
Carne de color blanco amarillenta; textura tierna, mantecosa, fina, muy jugosa; sabor muy especial, muy perfumado, amoscatelado, refrescante, muy bueno; corazón medio, fusiforme. Eje cerrado. Celdillas amplias, elípticas. Semillas de tamaño medio, elípticas, ligeramente espolonadas, punto de inserción grande y oblicuo, de color castaño rojizo oscuro.
La pera 'Sideria de Verano' madura en la primera quincena de agosto (en E. E. Aula Dei de Zaragoza). Aguanta en buenas condiciones un mes de almacenamiento en un ambiente refrigerado. Se usa como pera de mesa fresca, y en la elaboración de perada.